# Библиография на Холи Блек
Това е списък с произведенията на английски и на български език на американската писателка на фентъзи за деца и младежи Холи Блек.

## Поредици

### Модерни вълшебни приказки (The Modern Faerie Tales)
1. Tithe (2002)
2. Valiant (2005), награда „Андре Нортън“ за най-добра книга
3. Ironside (2007)

- „The Land of Heart's Desire“ (2010) – разказ, в сборника The Poison Eaters and Other Stories
- „The Lament of Lutie-Loo“ (2019) – разказ, в The Modern Faerie Tales: Tithe/ Valiant/ Ironside

### Вселената на Спайдъруик

#### Хрониките на Спайдъруик (Spiderwick Chronicles) – сТони ди Терлизи
1. The Field Guide (2003)
Книга за духовете, изд. „Фют“ (2004), прев. Екатерина Латева
2. The Seeing Stone (2003)
Виждащият камък, изд. „Фют“ (2004), прев. Екатерина Латева
3. Lucinda's Secret (2003)
Тайната на Лусинда, изд. „Фют“ (2004), прев. Екатерина Латева
4. The Ironwood Tree (2004)
Желязното дърво, изд. „Фют“ (2004), прев. Екатерина Латева
5. The Wrath of Mulgarath (2004)
Яростта на Мулгарад, изд. „Фют“ (2005), прев. Екатерина Латева

#### Хрониките на Спайдъруик: Продължението (Beyond the Spiderwick Chronicles) – с Тони ди Терлизи
1. The Nixie's Song (2007)
Песента на водния дух, изд. „Фют“ (2011), прев. Ирина Манушева
2. A Giant Problem (2008)
Пробуждането на великаните, изд. „Фют“ (2011), прев. Ирина Манушева
3. The Wyrm King (2009)
Драконовата хидра, изд. „Фют“ (2011), прев. Ирина Манушева

#### Хрониките на Спайдъруик: Специално издание към Виждащия камък (Spiderwick Chronicles Special Edition of the Seeing Stone) – с Тони ди Терлизи
1. Goblins Attack (2007)
2. Troll Trouble (2007)
3. Great Escape (2007)

#### Допълнителни издания – с Тони ди Терлизи
- Arthur Spiderwick's Notebook of Fantastical Observations (2005)
- Arthur Spiderwick's Field Guide to the Fantastical World Around You (2005)
- Spiderwick's Guide to Observing and Documenting Faerie Phenomenon (2005)
- The Spiderwick Chronicles: Care and Feeding of Sprites (2006)
- The Chronicles of Spiderwick: A Grand Tour of the Enchanted World, Navigated by Thimbletack (2008)
- „The Lost Chapters" (2009) – разказ, в The Spiderwick Chronicles: The Completely Fantastic Edition

### Работещи с проклятия (The Curse Workers)
1. White Cat (2010)
2. Red Glove (2011)
3. Black Heart (2012)

- The Curse Workers (2021) – сборник с 3-те части

### Магистериум (Magisterium) – сКасандра Клеър
1. The Iron Trial (2014) – роман
Железният изпит, изд. „Егмонт България“ (2014), прев. Александър Драганов
2. The Copper Gauntlet (2015) – роман
Медната ръкавица, изд. „Егмонт България“ (2015), прев. Александър Драганов
3. The Bronze Key (2016) – роман
Бронзовият ключ, изд. „Егмонт България“ (2016), прев. Александър Драганов
4. The Silver Mask (2017) – роман
Сребърната маска, изд. „Егмонт България“ (2017), прев. Александър Драганов
5. The Golden Tower (2018) – роман
Златната кула, изд. „Егмонт България“ (2018), прев. Александър Драганов

### Вълшебният народ (The Folk of the Air)
1. The Cruel Prince (2018)
Жестокият принц, изд. ИК „Ибис“ (2019), прев. Боряна Даракчиева, ISBN 978-619-157-314-1
2. The Wicked King (2019)
Злият крал, изд. „Ибис“ (2019), прев. Боряна Даракчиева, ISBN 978-619-157-318-9
3. The Queen of Nothing (2019)
Кралица на нищото, изд. „Ибис“ (2019), прев. Боряна Даракчиева, ISBN 978-619-157-330-1

#### Съпътстващи издания
- The Lost Sisters (2018) – повест
- How the King of Elfhame Learned to Hate Stories (2020) – сборник с разкази
Как кралят на Елфхейм намрази приказките, изд. „Ибис“ (2022), прев. Боряна Даракчиева, ISBN 978-619-157-372-1

### Господарката на злото (Maleficient)
1. Heart of the Moors (2019) – роман

### Книга на нощта (Book of Night)
1. Book of Night (2022)
Книга на нощта, изд. „Сиела“ (2022), прев. Мариана Христова, ISBN 9789542839873 и 9789542839880 (с твърда корица)
2. Thief of Night (2025)

### История от света на Елфхейм (Novels of Elfhame)
- The Stolen Heir (2023)
Отнетият наследник, изд. „Ибис“ (2023)
- The Prisoner's Throne (2024)
Тронът на затворника, изд. „Ибис“ (2024)

## Самостоятелни художествени произведения

### Романи
- Doll Bones (2013) – с Илайза Уилър
- The Coldest Girl in Coldtown (2013)
- The Darkest Part of the Forest (2015)
В най-потайните дебри, изд. „Skyprint“ (2018), ISBN 978-954-390-140-1

### Разкази и новели
- Hades and Persephone (1997), в Prisoners of the Night
- The Night Market (2004), в антологията The Faery Reel: Tales from a Twilight Realm
- Heartless (2005), в антологията Young Warriors: Stories of Strength
- Going Ironside (2007), в сп. Endicott Journal of Mythic Arts
- In Vodka Veritas (2007), в антологията 21 Proms
- A Reversal of Fortune (2007), в антологията The Coyote Road: Trickster Tales“
- The Poison Eaters (2007), в антологията The Restless Dead: Ten Original Stories of the Supernatural
- Paper Cuts Scissors, в сп. Realms of Fantasy (окт. 2007)
- The Coat of Stars (2007), в антологията So Fey: Queer Fairy Fuction
- „Virgin (2008), в антологията Magic The Mirrorstone
- The Boy Who Cried Wolf (2009), в антологията Troll's Eye View: A Book of Villainous Tales
- Once You're a Jedi, You're a Jedi All the Way (2009) – със Сесил Кастелучи, в антологията Geektastic: stories from the Nerd Herd
- The Coldest Girl в Coldtown (2009) – новела, в антологията The Eternal Kiss: 13 Vampire Tales of Blood and Desire
- A Very Short Story (2009), в антологията Half-Minute Horrors
- The Dog King (2010), в сборника The Poison Eaters and Other Stories
- The Arne-Thompson Classification Review“(2010), в антологията Full Moon City
- Sobek (2010), в антологията Wings of Fire
- Everything Amiable and Obliging (2011), в антология Steampunk! An Anthology of Fantastically Rich and Strange Stories
- The Perfect Dinner Party (2011) – с Касандра Клеър, в антологията Teeth: Vampire Tales
- The Rowan Gentleman (2011) – с Касандра Клеър, в антологията Welcome to Bordertown (n. 8 от серията Borderland)
- Noble Rot (2011), в антологията Naked City: New Tales of Urban Fantasy
- Lot 558: Shadow of My Nephew by Wells, Charlotte (2011), в антологията The Thackery T. Lambshead Cabinet of Curiosities
- Not Alone (2011) – новела, с Емили Бул, Елизабет Беър и Челси Полк в Shadow Unit 7
- Basilisk Hunt (2011) – новела, с Емили Бул, в Shadow Unit 8
- Little Gods (2012), в антологията Under My Hat: Tales from the Cauldron
- Millcara (2013), в антологията Rags & Bones: New Twists on Timeless Tales
- Immortality and Its Discontents (2013) – с Кели Линк, в антологията Shadowhunters and Downworlders: A Mortal Instruments Reader
- Sisters Before Misters (2014) – със Сара Рийс Бренън и Касандра Клеър, в антологията Dark Duets: All-New Tales of Horror and Dark Fantasy
- Ten Rules for Being an Intergalactic Smuggler (the Successful Kind) (2014), в сп. Lightspeed (септ. 2014)
- Doctor Who: Lights Out (2014) – новела, в бр. 12 на Doctor Who 50th Anniversary E-Shorts Series
- Krampuslauf (2014), в антология My True Love Gave to Me: Twelve Holiday Stories
- 1UP (2015), в антологията Press Start to Play
- A Visit to the Impossible Lands (2018), в The Cruel Prince

### Сборници
- The Poison Eaters and Other Stories (2010), съдържа разказите: The Coldest Girl in Coldtown; A Reversal of Fortune; The Boy Who Cried Wolf; The Night Market; The Dog King; Virgin; In Vodka Veritas; The Coat of Stars; Paper Cuts Scissors; Going Ironside; The Land of Heart’s Desire; The Poison Eaters

### Поезия
- The Third Third: Israfel's Tale (1996), в d8 Magazine
- Bone Mother (2004), в Endicott Journal of Mythic Arts
- Winter (2008), пак там

## Документалистика
- Foreword – увод към Elric: The Sleeping Sorceress (2008), също и със заглавие Foreword, в Elric: The Revenge of the Rose (2014) (автор: Майкъл Муркок)
- Genre Definitions of YA (2008) – есе, в сп. Locus (бр. 570/ юли 2008)
- Introduction (2009) – увод към Dracula (автор: Брам Стокър, изд. Puffin Classics)
- Editors' Note (2009) – бел. на съст., със Сесил Кастелучи, в антология Geektastic; Storiesfrom the Nerd Herd
- A Thousand Flowers (introduction) (2010) – с Джъстин Ларбалейстър, в антологията Zombies vs. Unicorns
- Bougainvillea (introduction) (2010), пак там
- Cold Hands (introduction) (2010), пак там
- Inoculata (introduction) (2010), пак там
- Introduction (Zombies vs Unicorns) (2010), пак там
- Love Will Tear Us Apart (introduction) (2010), пак там
- Princess Prettypants (introduction) (2010), пак там
- Prom Night (introduction) (2010), пак там
- Purity Test (introduction) (2010), пак там
- The Care and Feeding of Your Baby Killer Unicorn (introduction) (2010), пак там
- The Children of the Revolution (introduction) (2010), пак там
- The Highest Justice (introduction) (2010), пак там
- The Third Virgin (introduction) (2010), пак там
- Introduction (2011) – увод към антологията Welcome to Bordertown
- Spotlight: Welcome to Bordertown (2011) – с Елън Къшнър, в аудио подкаст PodCastle, Spotlight: Welcome to Bordertown
- Appreciation (2015), в Realms: The Roleplaying Game Art of Tony DiTerlizzi (автор: Тони ди Терлизи)
- Introduction (2017) – увод към The Emerald Circus (автор: Джейн Йолен)
- Foreword (2017) – увод към Taran Wanderer (автор: Лойд Александър)
- Introduction (2019) – увод към Elric of Melniboné (автор: Джейн Йолен)

## Графични произведения

### Серия „Луцифер, част 2“ (Lucifer Volume II)
Изд. DC
1. Cold Heaven (2016) – вкл. бр. 1 – 6 от поредицата „Луцифер“
2. Father Lucifer (2016) – вкл. бр. 7 – 12 от същата поредица
3. Blood in the Streets (2017) – с Ричард Кадри, вкл. бр. 13 – 19 от същата поредица

### Серия „Добрите съседи“ (The Good Neighbors)
1. Kin (2008)
2. Kith (2009)
3. Kind (2010)

### Други
- A Flight of Angels (2011) – с Бил Уилингам, Алиша Куитни, Луис Хаос и Тод Мичъл
- Faire and Square (2017), самостоятелно и в Lumberjanes Bonus Tracks (2018)